# Frölunda HC 2008/2009
Frölunda HC 2008/2009 var lagets 29:e säsong i Sveriges högsta ishockeyliga, Elitserien. Frölunda HC lyckades i grundserien komma på en 3:e plats, vilken innebar kvalificering till slutspelet. I slutspelets första omgång, kvartsfinalen, mötte laget Luleå HF  där man vann över med 4 mot 1 i matcher. I semifinalen mötte laget HV71 och förlorade mot dem med 2 mot 4 i matcher.

## Spelartrupp
Spelare med kontrakt för 2008/2009, från 15 september 2008 till 12 april 2009.
| Nr | Nat      | Spelare              | Pos | S/H | Ålder | Värvad | Födelseort                        |
| -- | -------- | -------------------- | --- | --- | ----- | ------ | --------------------------------- |
| 3  | Danmark  | Philip Larsen        | B   | R   | 35    | 2006   | Esbjerg, Danmark                  |
| 6  | Kanada   | Joe DiPenta          | B   | R   | 46    | 2008   | Barrie, Ontario, Kanada           |
| 10 | Sverige  | Fredrik Pettersson   | RW  | R   | 37    | 2007   | Göteborg, Västra Götalands län    |
| 11 | Sverige  | Magnus Kahnberg      | RW  | R   | 45    | 2006   | Mölndal, Västra Götalands län     |
| 12 | Sverige  | Karl Fabricius       | LW  | L   | 42    | 2006   | Boden, Norrbottens län            |
| 16 | Sverige  | Jonas Nordquist      | C   | L   | 42    | 2007   | Leksand, Dalarnas län             |
| 18 | Sverige  | Joakim Andersson     | C   | L   | 36    | 2005   | Munkedal, Västra Götalands län    |
| 20 | Finland  | Tuukka Mäntylä       | B   | L   | 43    | 2007   | Tampere, Finland                  |
| 21 | Sverige  | Mikael Johansson     | C   | R   | 43    | 2007   | Göteborg, Västra Götalands län    |
| 22 | Finland  | Janne Niskala        | B   | L   | 43    | 2008   | Västerås, Västmanlands län        |
| 23 | Sverige  | Ronnie Sundin (A)    | B   | L   | 54    | 1998   | Ludvika, Dalarnas län             |
| 24 | Sverige  | Niklas Andersson (C) | LW  | L   | 53    | 2001   | Ytterby, Västra Götalands län     |
| 28 | Sverige  | Andreas Karlsson     | C   | L   | 49    | 2008   | Ludvika, Dalarnas län             |
| 31 | Finland  | Ari Ahonen           | M   | L   | 44    | 2007   | Jyväskylä, Finland                |
| 32 | Sverige  | Johan Andersson      | LW  | L   | 40    | 2007   | Mariestad, Västra Götalands län   |
| 33 | Finland  | Riku Hahl (A)        | C   | L   | 44    | 2008   | Hämeenlinna, Finland              |
| 40 | Sverige  | Johan Holmqvist      | M   | L   | 46    | 2008   | Tolfta, Uppsala län               |
| 41 | Sverige  | Oscar Hedman         | B   | L   | 38    | 2008   | Örnsköldsvik, Västernorrlands län |
| 55 | Sverige  | Nicklas Lasu         | LW  | L   | 35    | 2005   | Mölndal, Västra Götalands län     |
| 61 | Danmark  | Lars Eller           | C   | L   | 35    | 2005   | Rødovre, Danmark                  |
| 65 | Sverige  | Erik Karlsson        | B   | R   | 34    | 2007   | Landsbro, Jönköpings län          |
| 67 | USA      | John Pohl            | C   | R   | 45    | 2009   | Rochester, Minnesota              |
| 71 | Finland  | Tomi Kallio (A)      | RW  | L   | 48    | 2003   | Turku, Finland                    |
| 84 | Sverige  | Patric Blomdahl      | LW  | L   | 43    | 2008   | Stockholm, Stockholms län         |

## Poängligan 2008/2009
(Uppdaterad 30 januari 2009)
| Player             | Pos | GP | G  | A  | Pts |
| Niklas Andersson   | LW  | 43 | 15 | 18 | 33  |
| Tomi Kallio        | RW  | 46 | 16 | 14 | 30  |
| Riku Hahl          | C   | 44 | 5  | 21 | 26  |
| Fredrik Pettersson | RW  | 44 | 7  | 16 | 23  |
| Magnus Kahnberg    | LW  | 46 | 8  | 14 | 22  |

Noteringar: Pos = position; GP = spelade matcher; G = mål; A = assist; Pts = poäng.